# Iris pseudacorus

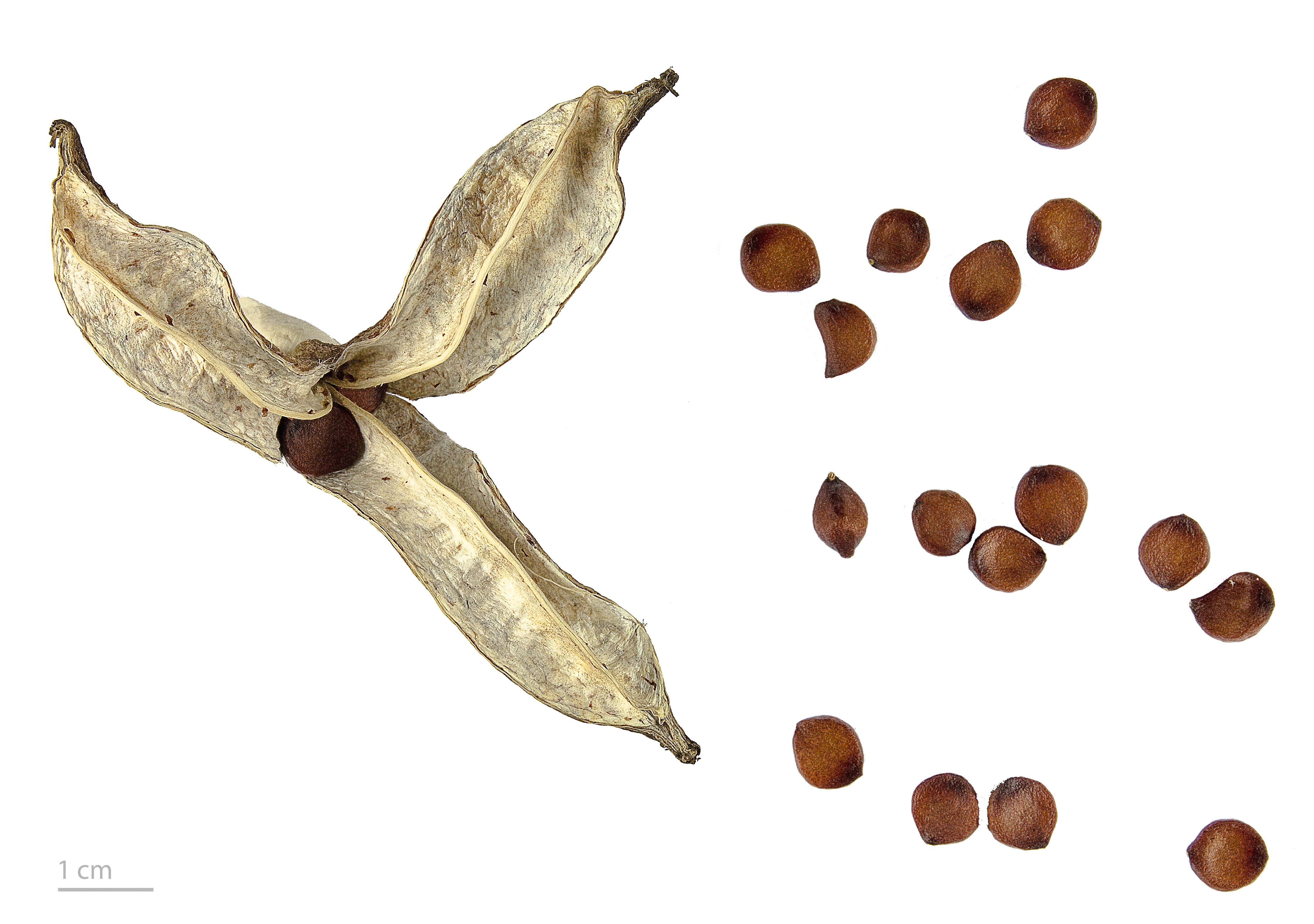
Iris pseudacorus

Il giaggiolo acquatico o iris delle paludi (Iris pseudacorus L.) è una pianta selvatica appartenente alla famiglia delle Iridaceae.

## Descrizione
È una pianta erbacea perenne, alta 1-1,5 m (o raramente 2 m), con foglie erette lunghe fino a 90 cm e larghe 3 cm. I fiori, raccolti in un'infiorescenza che termina con un fiore apicale, sono d'un giallo brillante, con la tipica forma da Iris ma con lacinie esterne non barbate. Il frutto è una capsula lunga 4–7 cm, contenente semi marrone chiaro.

## Distribuzione e habitat
Iris pseudacorus preferisce le zone umide dove tollera immersioni, basso pH e suoli anossici. È una pianta acquatica ma i suoi rizomi possono sopravvivere a lungo all'asciutto. La pianta si diffonde velocemente, sia per rizoma che disperdendo in acqua i semi.
In Italia è comune in fossi, paludi, risaie, nella fascia planiziale. Grandi esemplari di questa specie si trovano nella parte occidentale della Scozia, dove costituiscono una alimentazione importante e un habitat adatto per il re di quaglie.
Iris pseudacorus viene coltivato nelle regioni temperate come pianta ornamentale. Ne esistono diverse cultivar selezionate a seconda dei tipi di giardino.
Nelle regioni dove non è endemico si è affermato come una pianta acquatica invasiva che può creare dense distese, dannose per le altre piante dell'ecosistema acquatico. Là, è difficile da rimuovere su larga scala. Anche l'aratura dei rizomi è spesso inefficace.

## Utilizzo per la fitodepurazione
Iris pseudacorus viene coltivato negli impianti di fitodepurazione. delle acque reflue in quanto capace di assorbire i metalli pesanti e di apportare ossigeno all'acqua attraverso le radici.
Negli impianti a flusso orizzontale i bacini impermeabilizzati vengono riempiti di ghiaia e/o sabbie di granulometria opportuna e piantumati con diverse specie tra cui l'Iris pseudacorus. Le lunghe radici penetrano il terreno e raggiungono l'acqua che scorre sotto al materiale di riempimento. In questo modo la fitodepurazione avviene senza attirare zanzare ed altri insetti.

## Araldica
Un iris stilizzato di colore giallo, posto su sfondo azzurro, compare nella bandiera della Regione di Bruxelles-Capitale dal 1991 e, in una versione stilizzata, dal 2015.